# Бранко Ковачевић
Бранко Ковачевић (Београд, 29. јун 1951) је редовни професор у пензији и бивши декан Електротехничког факултета и некадашњи ректор Универзитета у Београду.

## Биографија
Рођен је у Београду 29. јуна 1951. где је завршио основну школу „НХ Синиша Николајевић“ а потом Осму (садашњу Трећу) београдску гимназију.
Завршио је студије на Електротехничком факултету Универзитета у Београду где је дипломирао 1975, магистрирао 1980. и докторирао 1984. Једно време је радио Институту „Михајло Пупин“ у лабораторији за рачунарску технику (1975-1977) и у Војнотехничком институту у лабораторији за управљање и вођење (1977-1981). 1981. године је почео да ради на факултету као асистент.
Члан је Катедре за Аутоматско Управљање (за Сигнале и Системе) на Електротехничком факултету. Предаје предмете Сигнали и Системи, Системи Аутоматског Управљања, Стохастички Системи и Естимација, Моделирање и Идентификација Процеса. Прошао је сва звања до редовног професора. Био је декан Електротехничког факултета и са тог положаја је 2006. изабран за ректора Универзитета у Београду.
Од страних језика говори енглески, служи се руским и француским. Као гостујући професор предавао је на државним универзитетима Флориде (Florida State University), Турку у Финској, Багдаду и Триполију. Објавио је око 300 научних и стручних радова. Према подацима из 2003. године, аутор је осам књига, ментор око 100 дипломских, 40 магистарских и 10 докторских теза.
Од 2012. је поново на функцији декана Електротехничког факултета а поред тога 2014. године постаје председник Надзорног одбора ЕПС-а.

### Ректор
18. децембра 2006. изабран је за ректора Универзитета у Београду од стране Савета тог универзитета. Мандат му траје три године. Противкандидат био је Александар Липковски са Математичког факултета, дотадашњи проректор.
На истој седници Савет је изабрао и четири проректора које је Бранко Ковачевић предложио, то су: 
- проректор за наставу Неда Бокан, професорка Математичког факултета
- проректор за финансије Бранко Медојевић, професор Економског факултета
- проректор за науку Душан Теодоровић, професор Саобраћајног факултета
- проректор за међународну сарадњу Александар Седмак, професор Машинског факултета

У другом трогодишњем мандату, од 2009. године, проректори су:
- проректор за наставу Неда Бокан, професорка Математичког факултета
- проректор за финансије и организацију Невенка Жаркић-Јоксимовић, професорка Факултета организационих наука
- проректор за међународну сарадњу Војислав Лековић, професор Стоматолошког факултета
- проректор за науку Марко Иветић, професор Грађевинског факултета